# Bambusicola
Genre
Le genre Bambusicola regroupe deux espèces d'oiseaux appartenant à la famille des Phasianidae. Bambusicole est le nom français que la nomenclature aviaire en langue française a donné à ces 2 espèces.

## Liste des espèces
D'après la classification de référence (version 2.2, 2009) du Congrès ornithologique international (ordre phylogénique) :
- Bambusicola fytchii Anderson, 1871 - Bambusicole de Fytch
- Bambusicola thoracicus (Temminck, 1815) - Bambusicole de Chine